# Stade Kawasaki Todoroki
Le stade Kawasaki Todoroki (en japonais : 川崎市等々力陸上競技場) est un stade de football avec piste d'athlétisme, situé à Kawasaki, dans la préfecture de Kanagawa au Japon.

## Histoire
Inauguré en 1962, il est depuis 1997 le terrain de jeu du Kawasaki Frontale. Propriété de la ville de Kawasaki, il a connu plusieurs extensions et rénovations à plusieurs reprises, dans les années 1980 et 1990, pour atteindre les 25 000 places.
Chaque année y est organisé le Golden Grand Prix de Kawasaki qui fait partie du Challenge mondial IAAF.